# Береніка II
Береніка II (* між 267 до н. е. та 272 до н. е. — 221 до н. е.) — цариця Єгипту в 249–221 до н. е.

## Життєпис
Була донькою Магаса, царя Киренаїки, й Апами II з династії Селевкидів. У 250 році до н. е. склала змову проти влади своєї матері, яка відбила у неї призначеного їй нареченого Деметрія, сина Деметрія Поліоркета. Змова вдався, і Береніка, після вбивства Деметрія, у 249 році до н. е. стає царицею Кирени. 
Втім лише у 246 році до н.е. вийшла заміж за раніше зарученого з нею єгипетського царя Птолемея III Евергета, який того року став царем, оскільки батько останнього Птолемей II не поспішав влаштовувати цього шлюбу. 
Під час Третьої сирійської війни, в часі походу у 246–245 роках до н. е. свого чоловіка Птолемея до Сирії, залишила на вівтарі частину волосся задля благополучного повернення чоловіка. Воно за легендою зникло вночі. На честь її прекрасного блискучого волосся була названо сузір'я в північній частині неба. У 245 або 244 роках до н. е. брала участь у Немейських іграх.
Після смерті у 222 році до н. е. намагалася перебрати на себе владу, вплинувши на свого сина Птолемея. У 221 році до н. е. вона була вбита за намовою Сосібія, фаворита Птолемея IV.

## Родина
Чоловік — Птолемей III Евергет
Діти:

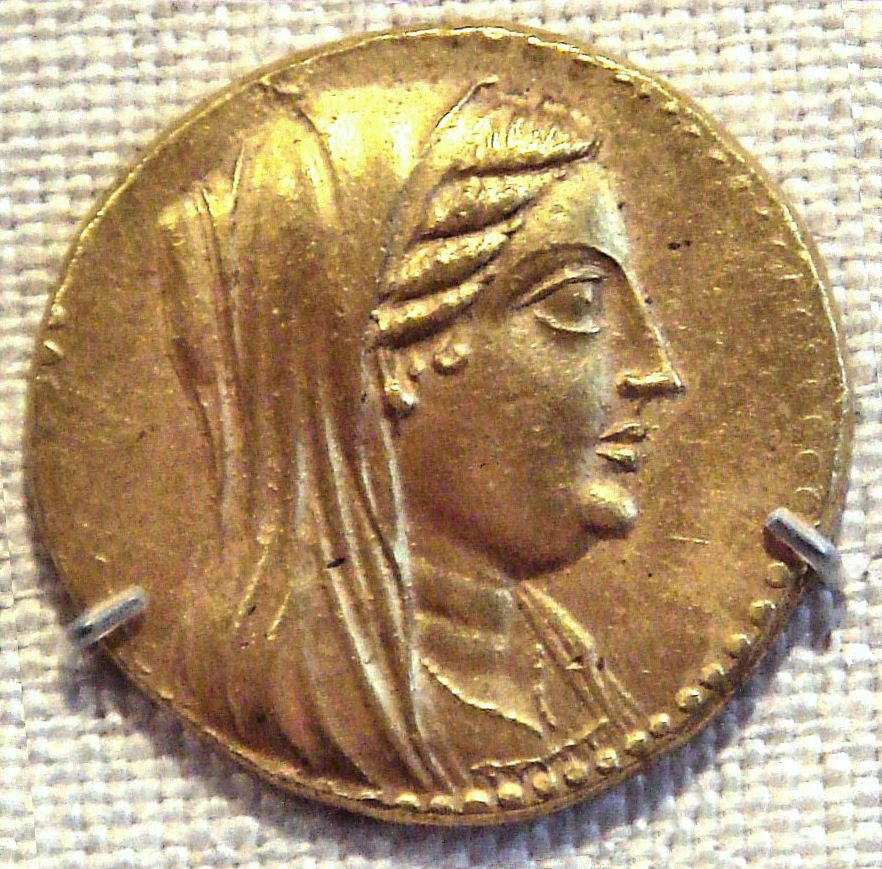
Береніка II

- Арсіноя III (245–205 до н. е.)
- Птолемей (244–205 до н. е.)
- Олександр (242 до н. е.)
- Магас (241–222 до н. е.)
- Береніка (239 до н. е.—д/н)

## Пам'ять
На честь цієї цариці названо астероїд — 653 Береніка.